# Pearl White
Pearl Fay White (Green Ridge, 4 maart 1889 - Neuilly-sur-Seine, 4 augustus 1938) was een Amerikaans actrice die bekend werd in de periode van de stomme film.

## Biografie
White werd in 1889 geboren in Green Ridge. Sommige bronnen beweren dat ze in 1897 werd geboren en enkele jaren extra aan haar identiteit smokkelde om 'volwassener over te komen dan Mary Pickford'. Dit werd voor het eerst geopenbaard na haar overlijden, door haar vader. Het werd echter nooit bevestigd. Over haar vroegere leven is weinig bekend. Een collectie van interviews met White over de jaren heen toont aan dat ze regelmatig loog tegen de pers, waardoor veel van haar sensationele levensverhalen worden afgedaan als onwaarheden. Zo beweerde ze dat bijna heel haar gezin om het leven kwam aan een tragische dood, dat ze al op vijfjarige leeftijd meetourde met een toneelproductie van De negerhut van Oom Tom en dat ze zich als tiener aansloot bij een circus, waar zij werkzaam was als trapeze-artieste.
Volgens een biograaf stierf haar moeder toen White drie jaar oud was. Het is bekend dat ze doorbrak in amateurtheater en in 1907 trouwde met collega Victor Sutherland. Het was een problematisch huwelijk en een scheiding volgde in 1914. In 1910 kreeg ze een filmcontract bij de onbekende studio The Powers Film Company en maakte er een aantal films, totdat ze in 1911 verhuisde naar Philadelphia. Daar sloot ze zich aan bij de professionelere filmstudio Lubin Film Company en werkte tegenover enkele bekende acteurs, waaronder Arthur Johnson en Florence Lawrence. Ze werd er echter al snel ontslagen en vertelde zelf dat dit te wijten was aan haar gebrek aan acteerervaring.
Niet veel later kreeg White een contract bij Pathé Company. Ze verscheen er enkel in een paar films, voordat ze begon te werken voor Crystal Film Company. Hier kreeg ze voor het eerst aandacht van het publiek. Ze speelde in een handvol films die een groot succes beleefden, waaronder Pearl as a Clairvoyant, Pearl's Admirers, Pearl as a Detective (allen 1913) en What Pearl's Pearls Did (1914). Na dit succes keerde ze terug naar Pathé, waar ze uitgroeide tot een ster. Ze verscheen in een aantal serials, die immense populariteit beleefden. Desondanks bereikten deze nooit de Nederlandse cinema, waardoor White's naam in Nederland niet gevestigd werd.
Een van haar bekendste serials was The Perils of Pauline, een 20-delige filmreeks, waarmee White uitgroeide tot een bekende tieneridool. Naar eigen zeggen deed ze haar eigen stunts en liep hierbij ernstige verwondingen op. Door de jaren heen verscheen ze in talloze films. In 1919 trouwde ze met acteur Wallace McCutcheon. In datzelfde jaar verliet ze Pathé voor een filmcontract bij Fox Film Corporation, waar ze in negen films te zien was. De films flopten bijna allemaal, waardoor White in 1923 terugkeerde naar Pathé. Daar kwam een van de stuntmannen tijdens de opnamen van een film tragisch om het leven. White raakte getraumatiseerd en reisde naar Europa, waar ze debuteerde in het theater.
In haar latere leven kreeg White last van al de stunts die ze had verricht. In 1933 moest ze permanent het ziekenhuis in. Ze stierf vijf jaar later. Het enorme fortuin dat ze vergaard had liet ze na aan haar partner Theodore Cossika.

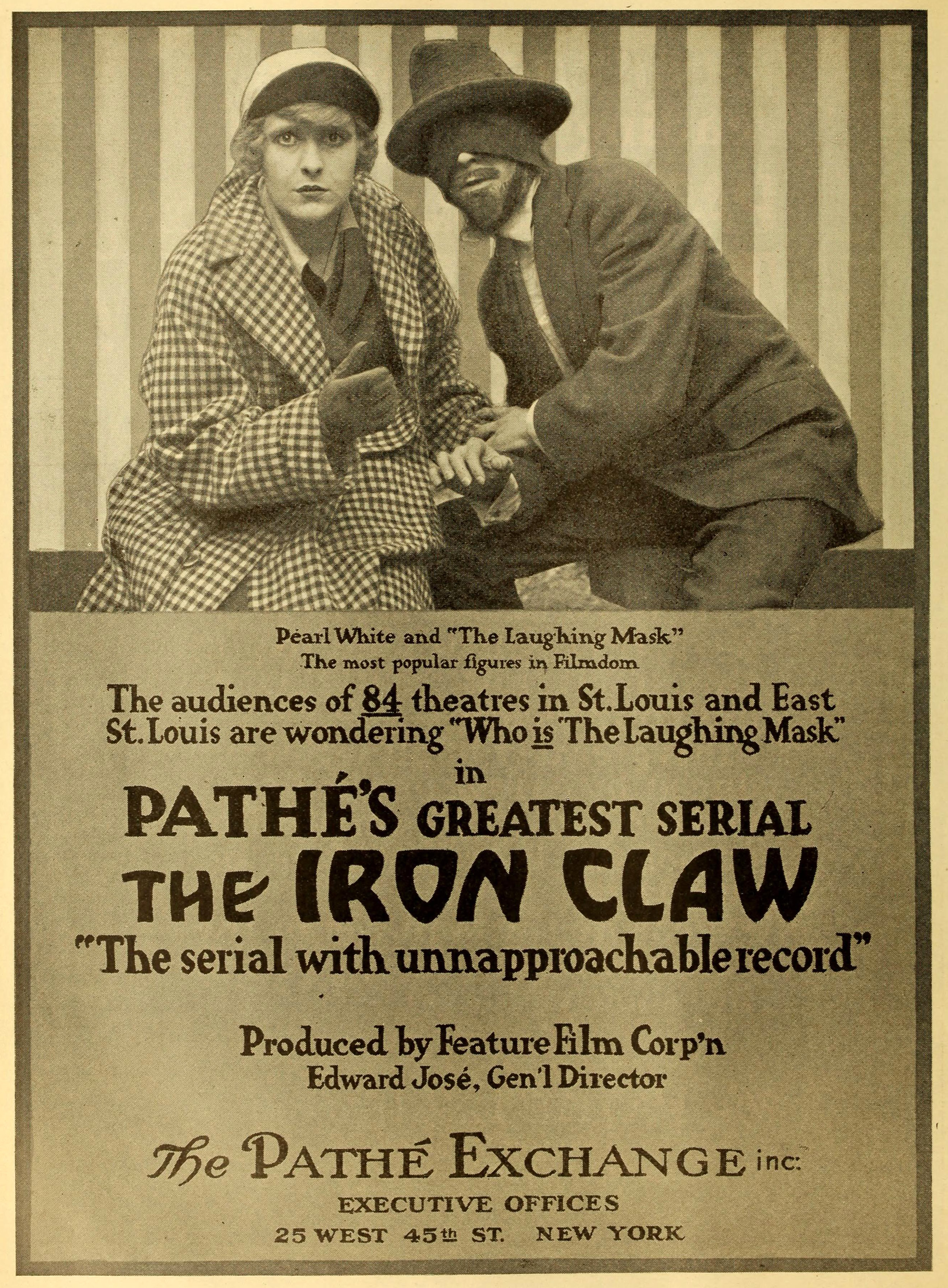
The Iron Claw (1916)
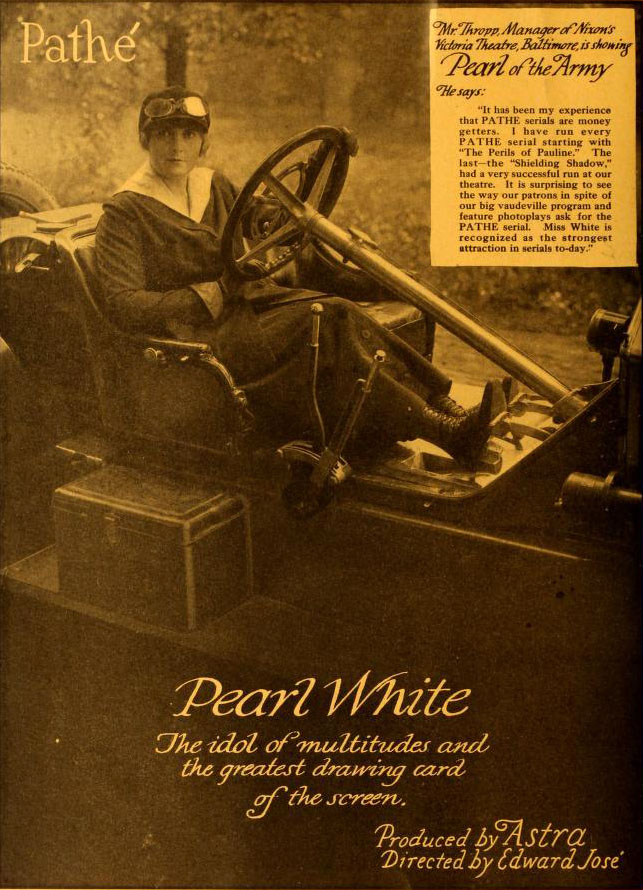
Pearl of the Army (1917)
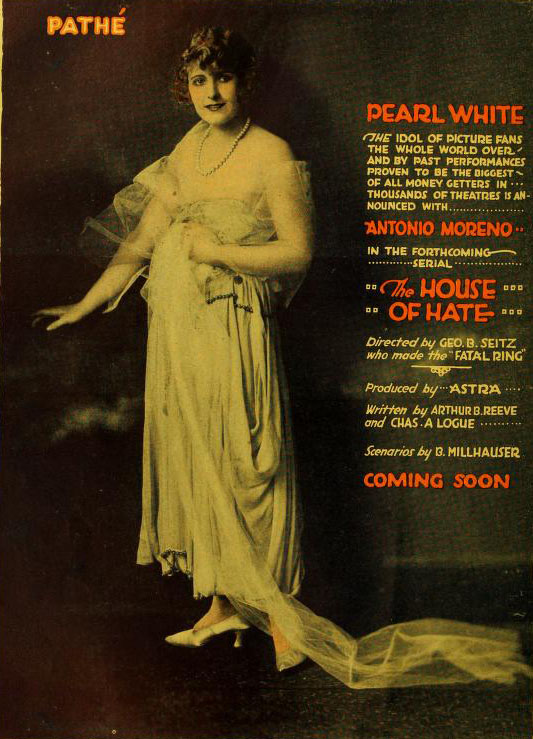
The House of Hate, 1918
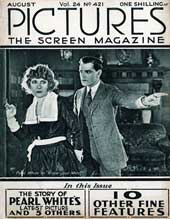
Pictures, August 1922
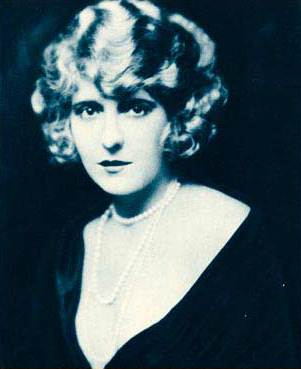
Terreur, 1924

- Biblioteca Nacional de España: XX1393852
- Bibliothèque nationale de France: cb14977675z (data)
- Gemeinsame Normdatei: 1042649693
- International Standard Name Identifier: 0000 0000 6302 4721
- Library of Congress Control Number: n88034883
- National Archives and Records Administration: 10572572
- Nederlandse Thesaurus van Auteursnamen: 203439562
- SNAC: w6qc2n4j
- Système universitaire de documentation: 184907969
- Virtual International Authority File: 58157536
- WorldCat: E39PBJfX6tj3CBKxt9XMB3kxDq